# جبل أم ليلى
جبل أم ليلى وهو أحد جبال اليمن المليئة بالمباني والمنشآت الاثرية و يقع إلى الشمال الغربي من مدينة صعدة ، مديرية باقم ، ويبعد عن مركز المحافظة ـ بمسافة ( 60 كم ) ويرجع تاريخ المنشآت الاثرية الموجودة على جبل ام ليلى إلى (القرن الثالث الميلادي) أثناء فترة الصراع والتنافس بين ملوك سبأ في العاصمة مأرب والمرتفعات السبئية في صنعاء وما جاورها، وكان الهدف من عمل تلك التحصينات على الجبل هو حماية طريق سير القوافل التجارية القديمة التي عرفت تاريخياً فيما بعد باسم درب أسعد الكامل أو درب أصحاب الفيل ثم عرفت في العصر الإسلامي بدرب الحجيج